# 여수시의 지질

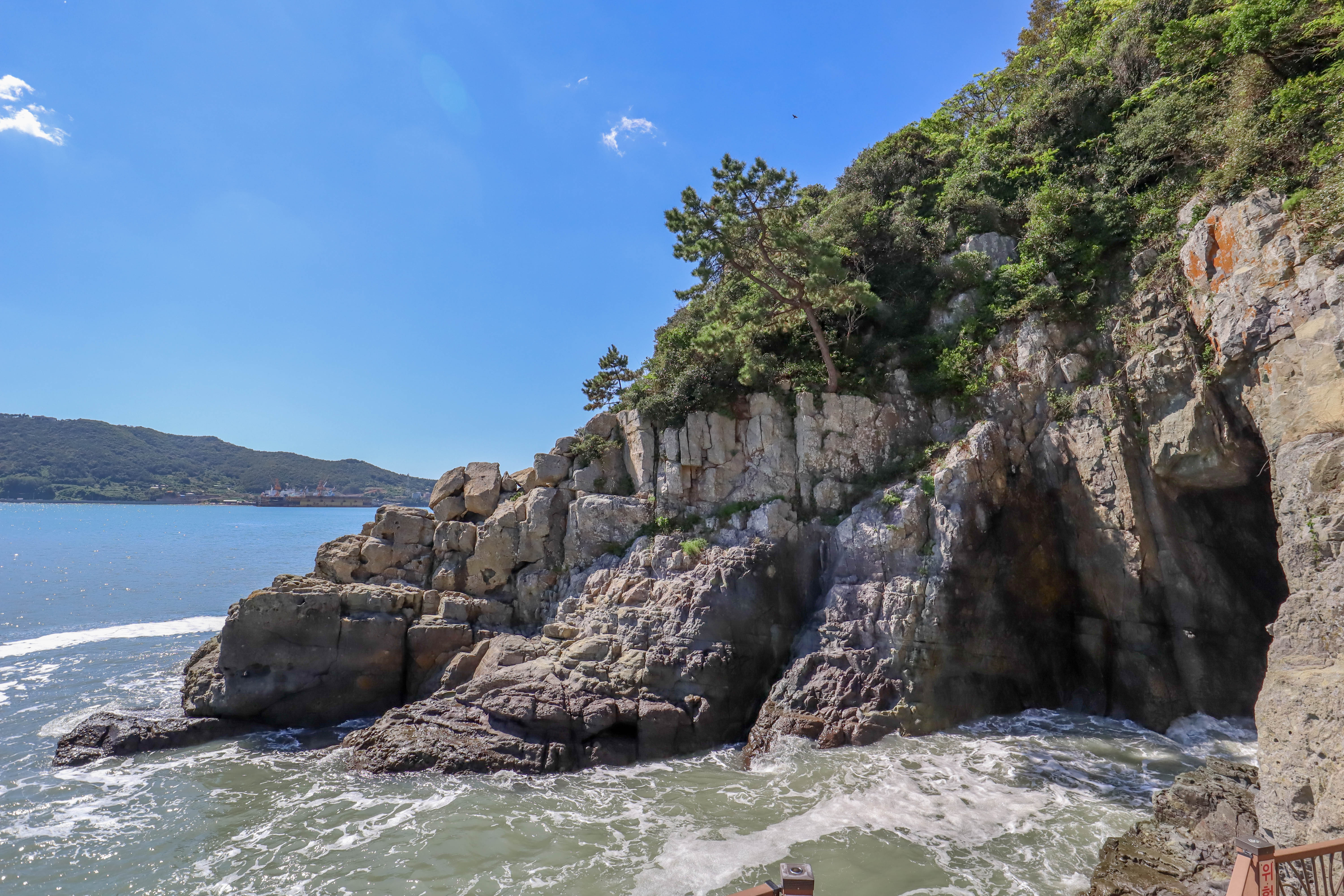
여수시 오동도의 웅방산 화산암에 발달하는 해식동굴 오동도 용굴

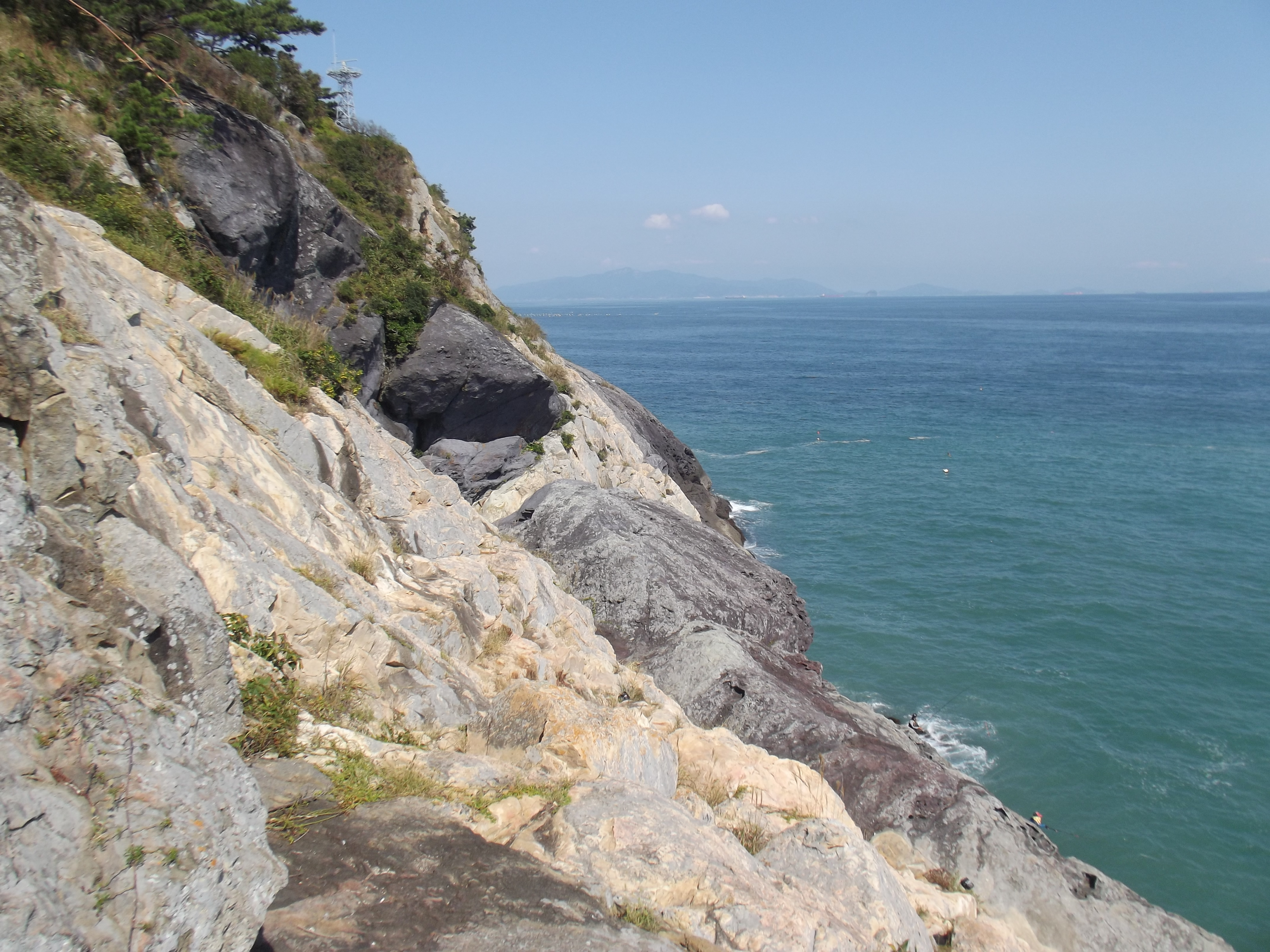
여수시 돌산도의 화강암

본 문서에서는 전라남도 여수시의 지질과 지질유산에 대해 설명한다.

## 개요
전라남도 여수시는 중생대 백악기의 퇴적 분지인 경상 분지 남서쪽 끝에 위치해 있어 대부분의 지역이 중생대 백악기의 퇴적암·화산암 지층인 경상 누층군으로 구성되고 화강암이 관입해 있다. 여수시에 분포하는 경상 누층군의 대부분은 응회암, 유문암, 안산암 등 화산암이고 쇄설성 퇴적암인 하산동층만이 여수시 일부 지역에 분포한다. 1:5만 지질도폭 상으로,
- 광양 지질도폭(1989) 남부 (율촌면, 묘도)[2]
- 남해·서상 지질도폭(1989) 서부 (낙포동, 신덕동, 만흥동, 덕충동 동부 해안, 수정동, 돌산도)[3]
- 여수·개도·돌산도·소리도 지질도폭(2015, 이하 "여수 지질도폭") 전역[4]
- 평일도·손죽도·광도·거문도·백도 지질도폭(2023, 이하 "거문도 지질도폭")에서 평일도 부분을 제외한 나머지 (초도, 손죽도, 소거문도, 거문도, 백도, 광도)[5]

에 해당한다.

## 경상 누층군신동층군
경상 누층군 신동층군은 낙동층, 하산동층, 진주층으로 구성되나 하산동층 하위에 있는 낙동층은 광양시 지역에서 소멸하며 진주층은 남해군에서 남서쪽으로 더 이상 연장되지 않아 여수시 내에는 하산동층만이 단독으로 존재한다.

### 하산동층
하산동층(Hasandong formation, 霞山洞層)은 대한민국 경상 분지 의성소분지와 밀양소분지에 분포하는 중생대 백악기의 퇴적암 지층으로, 대구광역시 달성군 하빈면 하산리를 표식지로 하여 경상북도 의성군 다인면에서 대구광역시, 합천군, 진주시, 하동군, 남해군을 지나 여수시에서 분포가 종료된다. 여수시 내에서 묘도와 율촌면 신풍리, 여동리(장도 제외), 중흥동(삼간도 포함) 여수국가산업단지, 화치동, 월하동, 해산동, 소라면 덕양리 지역까지 북동-남서 방향으로 분포하며 이후 더 이상 출현하지 않는다.
광양 지질도폭(1989)에 의하면 적자색(赤紫色) 실트스톤과 적색 셰일이 우세하며 갈색 내지 회색의 조립질사암과 역암이 우세한 층도 있다. 또한 여수시 묘도 지역에서 충식 석회암이 발견되었으며 이는 호소와 같은 퇴적분지에서 많은 양의 탄산염 퇴적물이 퇴적되면서 형성된 것으로 추정된다.
여수 지질도폭(2015)에 의하면 하산동층은 여수시 지역의 최하부 지층이며 유천층군과는 부정합 관계이다. 주로 역질사암과 사암, 담적색 이암으로 구성되며 월하동 지역에서 하산동층의 주향은 북동 50°, 경사는 북서 10°으로 하산동층의 일반적인 층리면과 차이가 있다. 소라면 덕양리 지역에서는 담회색을 띠고 원마도가 좋은 역(礫)을 함유하는 역질사암이 출현하며 2~5 cm 크기의 반상변정질편마암, 화강편마암, 규암 내지 규장암과 이암 등의 역을 함유한다.

## 경상 누층군유천층군

### 웅방산 화산암
웅방산 응회암(Yucheon group Ungbangsan tuff, 熊坊山 凝灰巖) 또는 웅방산 안산암(Yucheon group Ungbangsan andesite, 熊坊山 安山巖)은 광양시/순천시의 웅방산(311.4 m)을 표식지로 하여 광양시, 순천시 동부, 여수시, 남해군 일대에 분포하는 안산암·응회암이다. 여수시 내에서는 영취산 진례봉 일대, 중흥동과 화치동, 적량동, 월내동, 낙포동 일부 지역과 오동도 남동부 해안에 분포한다.
광양 지질도폭(1989)에 의하면 안산암질 화산각력암과 응회암으로 구성되며 여수시 중흥동, 월내동 일부 지역에 분포한다. 자색(赭色)을 띠고 신성리층, 선학리 응회암 및 조례동 안산암에 의해 덮이고 봉화산 용결응회암에 의해 관입당했다.
남해-서상도폭(1989)에 의하면 안산암과 안산각력암으로 구성되며 여수시 지역에서는 낙포동, 신덕동, 오천동, 만흥동, 돌산읍 우두리, 평살리의 해안 저지대 지역에 분포한다. 여수시 낙포동 한구미마을 부근과 돌산읍 우두리에는 각각 북동 40°및 북서 40~60° 방향의 유동 구조가 발달한다. 지역에 따라 심한 견운모화 작용을 받았다.
여수 지질도폭(2015)에 의하면 하부에는 담홍색의 석영안산암질 내지 유문암질 화산력 응회암이 우세하고, 상부에는 진한 회색의 안산암질 응회암이 우세하다. 광양 지질도폭에서는 이 응회암의 하부에 해당하는 홍색의 화산력 응회암을 웅방산 응회암으로, 상부의 화산력 응회암을 월내리 안산암으로 분류하였으나 여수 지질도폭에서는 둘의 경계가 점이적이어서 둘을 하나의 지층으로 통합하였다.
여수시 신덕동 신덕해수욕장과 오천동 모사금해수욕장 북측에서 웅방산 응회암의 노두를 관찰할 수 있다. 특히 오천동 일대에는 웅방산 응회암에 많은 암맥이 관입해 있다. 모사금해수욕장 북측에는 모사금펜션(도로명주소: 여수시 오천3길 69)에서 시작하는 나무데크길이 있어 해안의 노두를 관찰할 수 있으며 나무데크길이 끝나는 곳에서 웅방산 응회암을 관입한 밝은 암맥이 있다.
웅방산 응회암/안산암 (웅방산층)
- 여수시 신덕동 신덕해수욕장 북측 북위 34° 49′ 08.0″ 동경 127° 46′ 02.0″ / 북위 34.818889°  동경 127.767222°  (이하 동일)
- 여수시 만흥동 149-3 전면 해안
북위 34° 46′ 06.0″ 동경 127° 45′ 04.0″ / 북위 34.768333°  동경 127.751111°
- 여수시 덕충동 오션오르간길 입구 화장실 후면 절벽
북위 34° 45′ 43.0″ 동경 127° 45′ 12.0″ / 북위 34.761944°  동경 127.753333°
- 여수시 오천동 모사금해수욕장 북측 (이하 동일)
- 북위 34° 47′ 51.0″ 동경 127° 45′ 23.0″ / 북위 34.797500°  동경 127.756389°
- 북위 34° 48′ 00.0″ 동경 127° 45′ 31.0″ / 북위 34.800000°  동경 127.758611°
- 암맥의 근경

### 신성리층
신성리층(Yucheon group Shinseongri Formation, 新城里層)은 순천시 해룡면 신성리를 표식지로 하여 순천시, 여수시 해안 지역에 소규모 분포하는 퇴적암 지층이다.
광양 지질도폭(1989)에 의하면 순천시 해룡면 신성리에서 여수시 율촌면 조화리, 취적리 해안 그리고 적량동, 월내동 해안에 이르는 광양만 해안 지역에 분포한다. 웅방산 안산암을 덮고 선학리 응회암 및 조례동 안산암에 의해 덮이며 곳곳에서 산성암맥에 의해 관입당했다. 신성리층은 응회암질사암, 적색 사암, 역암, 셰일, 실트스톤, 유문암질 및 안산암질 응회암, 안산암, 데이사이트 등 다양한 암석으로 구성된다. 신성리의 왜성대 해변과 선학리 해변의 해안 절벽에서는 여러 가지 암석들이 정연한 층리를 형성하고 있는 것이 관찰된다.
여수도폭(2015)에 의하면 여수시 율촌면 상봉리~봉전리 및 그리고 소라면 반월리~사곡리 해안을 따라 소규모 분포한다. 상봉리와 봉전리의 신성리층은 유문암에 의해 관입당해 포획체 형태로 분포하고 있으며, 응회질역암과 역질사암, 사암과 적자색 이암 등으로 구성된다. 반월리~사곡리의 신성리층은 안포 응회암에 의해 덮이며 응회질역암과 역질사암으로 구성된다.

### 봉화산 용결응회암
봉화산 용결응회암 또는 봉화산 응회암(Yucheon group Bonghwhasan tuff, 凝灰巖)은 순천시 용당동의 봉화산(355.9 m)을 표식지로 하여 순천시와 여수시에 분포하는 응회암이다. 웅방산 응회암의 상위에 위치하며, 유문암과 돌산 화강암에 의해 관입당했다.
광양 지질도폭(1989)에 의하면 수암산(371 m) 주변 율촌면 취적리와 가장리 지역에 분포한다. 하산동층, 웅방산 안산암, 신성리층, 선학리 응회암 및 조례동 안산암을 덮으며 수암산 유문암에 의해 관입당했다. 응회암, 화산력 응회암 및 응회각력암으로 구성된다. 남해·서상 지질도폭(1989)에 의하면 오동도와 돌산읍 우두리 지역에 분포한다. 여수 지질도폭(2015)에 의하면 대부분 화산력 응회암과 응회각력암으로 구성되며 용결응회암을 포함한다. 이 응회암은 층리가 보이지 않을 정도로 두껍게 나타나며 소라면 봉두리의 황새봉(393.7 m)과 소라면 대포리의 가마봉(366.1 m) 그리고 여수시 주삼동, 전봉산(379.3 m), 중흥동 남동부 일대에서 높은 산지를 형성한다. 칼륨-아르곤 연대 측정 결과는 84.7±1.7 Ma이다.
오동도 해안의 웅방산 응회암
- 오동도 용굴
- 오동도 용굴
- 오동도 물개바위

### 구봉산 응회암
구봉산 응회암(Yucheon group Gubongsan tuff, 九鳳山 凝灰巖)은 여수시 국동의 구봉산(386 m)에서 이름이 유래되었으며 국동, 신월동, 웅천동, 문서동, 여서동, 오림동, 광무동, 연등동, 군자동, 동산동, 덕충동, 만흥동 남부 및 북동부, 오천동 중부 일대에 분포한다. 주로 암회색 내지 암청색의 안산암질 내지 석영 안산암질 화산력 응회암으로 구성된다.

### 안포 응회암
안포 응회암(Yucheon group Anpo tuff, 安浦 凝灰巖)은 여수시 화양면 안포리를 표식지로 하여 화양반도 서측 소라면 사곡리, 복산리, 달천도, 화양면 이천리, 운두도, 옥적리, 이목리의 해안과 화양반도 동남부 화양면 나진리, 안포리의 해안, 남부 도서 지역의 낭도, 적금도, 둔병도, 조발도, 백아도, 화정면 제도리 일대와 여수시 경호동 일대에 분포한다. 안포 응회암은 층리가 발달하는 석영안산암질 화산력 응회암으로 구성되고 사암과 이암 등 퇴적암이 응회암 내에 협재된다. 지층의 주향과 경사는 웅천동 택지개발사업현장에서 주향 북서 12° 및 경사 남서 12°, 웅천동 장도에서 주향 북서 42~75° 및 경사 남서 23~40°, 화양면 이목리 벌구 해안에서 주향 북동 77°, 경사 북서 22°, 화양면 안포리 해안도로 공사장에서 주향 북서 57° 및 경사 남서 25° 등으로 지역에 따라 다양하다. 칼륨-아르곤 연대 측정 결과는 84.4±1.7 Ma 으로 봉화산 응회암과 거의 동일하다.

### 퇴적암류와여수 낭도리 공룡발자국화석 산지 및 퇴적층
'역암, 사암과 이암(Conglomerate, sandstone and mudstone)은 여수시 화정면 적금리의 적금도 일부 지역, 낭도리의 낭도 남부와 사도와 추도 일대에 분포하며 응회암 사이에 협재되는 퇴적암 지층이다. 이 지층에서 다수의 공룡 발자국 화석 산지가 보고되었으며 특히 추도의 서부 해안에 분포하는 퇴적층에는 국내외적으로 희귀한 매우 긴 84미터 길이의 보행렬을 보이는 공룡 발자국 화석이 산출된다.
여수 낭도리 공룡발자국화석 산지 및 퇴적층은 사도, 추도, 낭도, 목도, 적금도 5개 지역의 섬에 분포하며 천연기념물 제434호로 지정되었다. 2001년 전남대학교의 허민 교수는 화정면의 사도, 추도, 낭도, 적금도, 목도 5개 섬 지역의 퇴적암 지층으로부터 대규모의 공룡 발자국 화석 군집을 발견하였다. 공룡발자국화석은 대부분 회색 내지 암회색의 세립사암 내지 실트스톤과 이암의 엽호층에서 산출되며 무척추 동물의 생흔 화석이 같이 나온다. 발견된 공룡 발자국 화석은 총 3,500여 점으로 사도에서 755점, 추도에서 1759점, 낭도에서 962점, 목도에서 50점, 적금도에서 20점으로 조각류의 발자국이 우세하다. 또한 이곳에서는 새발자국 화석을 비롯하여 수만 마리의 개형충 미화석, 식물화석 등이 발견되었다. 새발자국은 2속(genera)이 발견되었으며, 코레아나오르니스(Koreanaornis)와 국내에서는 처음으로 낭도리에서 보고된 아쿠아틸라비페스(Aquatilavipes)로 확인되었다.
부경대학교의 백인성 등이 화산암의 연대를 측정한 결과 사도 암석의 형성 연대는 백악기-팔레오기 경계인 6550-6820만 년 전으로 나왔으나 사도에서 그러한 경계층은 발견되지 않았으며 이미 침식 소멸되었을 수도 있다.

### 향일암 응회암
향일암 응회암(Khit; Kyeongsang supergroup Yucheon group Hyangilam tuff, 凝灰巖)은 여수시 돌산도의 돌산읍 평사리, 죽포리, 율림리, 금성리, 금봉리 지역에 분포한다. 향일암 응회암은 암회색이나 녹회색을 띠는 안산암질 내지 석영안산암질 화산력 응회암과 응회각력암 등으로 구성되며, 일부에서 현무암질 안산암 또는 안산암질 현무암이 분출하거나 관입하고 있다. 층리의 주향과 경사가 일관성이 없으며 지역에 따라 변화가 심한 편이다. 칼륨-아르곤 연대 측정 결과는 79.5±1.6 Ma ([[백악기 후기] 샹파뉴절)이다.

### 금오 응회암
금오 응회암(Yucheon group Geumo Tuff)은 여수시 금오도의 대부분 지역(최남단 제외)과 개도, 월호도, 대두라도에 분포한다. 전체가 석영안산암질 화산력 응회암이며 층리가 안 보이는 두꺼운 괴상(塊狀) 형태로 산출된다. 칼륨-아르곤 연대 측정 결과는 66.7±1.3 Ma 및 60.4±1.2 Ma (백악기 후기 마스트리흐트절~고제3기 셀란절)이다.

### 안도 응회암
안도 응회암(Ando island tuff, 安島 凝灰巖)은 여수시 남면 금오도의 동남부 망산 일대와 금오도 동남부 안도와 대부도, 안도 남쪽의 연도 일대에 분포하고 있다. 하부는 유문암질 내지 석영안산암질, 상부는 (석영)안산암질의 화산력 응회암 및 응회각력암으로 구분된다.

## 중생대화성암

### 돌산 화강암

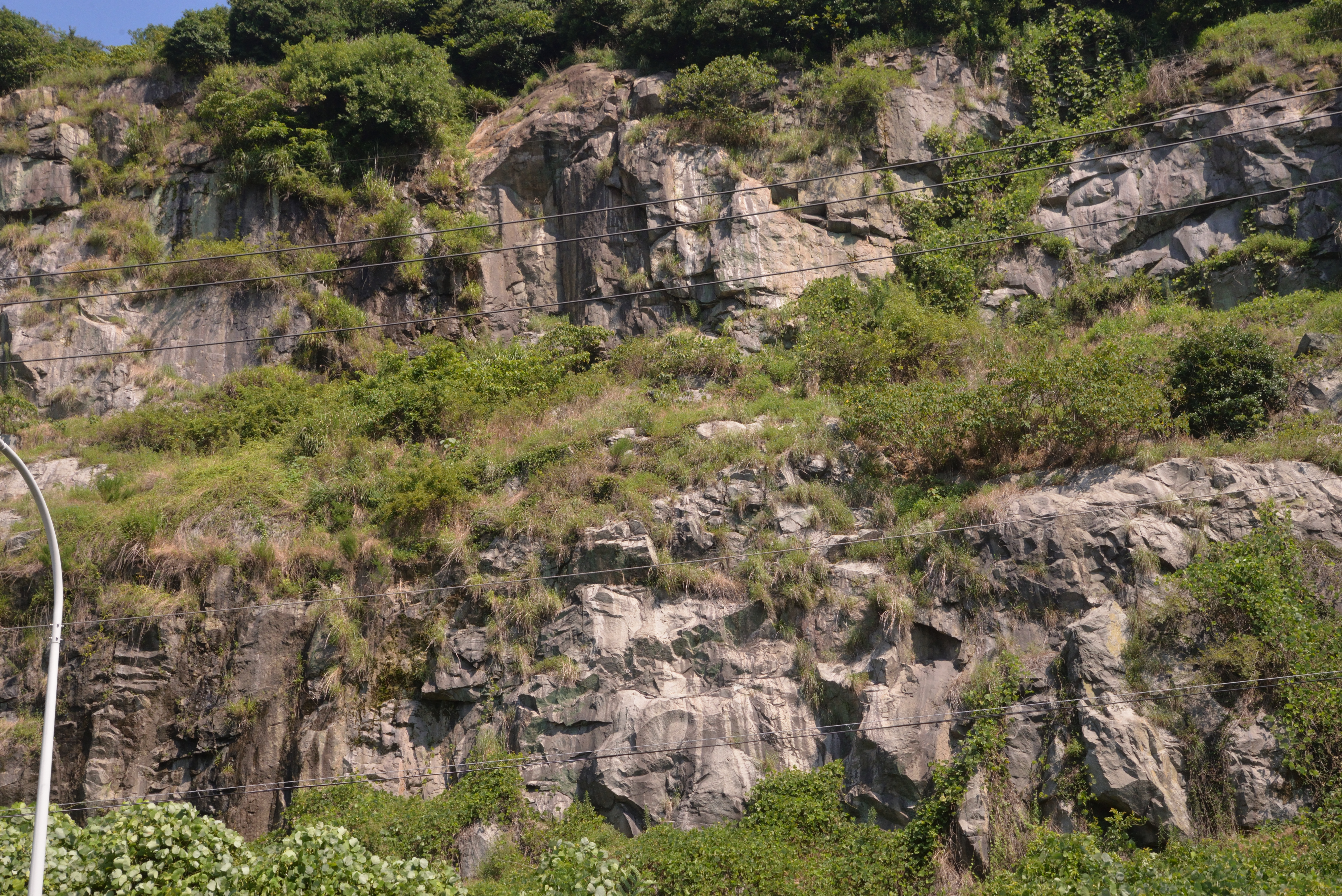
중생대 백악기 알칼리장석화강암(돌산 화강암), 여수시 낙포동 상암로 도로변

돌산 화강암은 상암동~호명동~봉화산~만흥동, 안심산(347 m), 돌산읍 덕곡뒷산~천왕산(384 m)~봉황산(460 m) 지역에 분포하는 백악기 화강암으로 세립~중립질이며 사장석, 알칼리장석, 석영, 각섬석, 흑운모 등으로 구성된다. 206Pb/238U 가중평균연대는 67.38±0.80 Ma 및 78.76±0.36 Ma (백악기 후기 마스트리흐트절/상파뉴절)이다.

### 유문암
유문암은 여수시 율촌면 봉전리, 상봉리, 소라면, 화양면 비봉산(310 m)~안양산(327 m), 돌산읍 군내리 등의 지역에 넓게 분포하는 유문암으로 유천층군과 돌산 화강암에 관입당했다. 대체로 괴상(塊狀)이며 일부 지역에서 응회각력암을 포획체로 가지고 유상구조(flow band)가 발달한다. 돌산읍 군내리 동운고개 지역에는 괴상의 중립질 유문암에 현무암질 암맥이 관입해 있다. 화양면 창무리~이천리 간 임도에는 유문암 내에 자색 이암과 사암으로 구성된 응회질 퇴적암과 자색 응회암이 포획되어 있다.
한국지질자원연구원(2024)은 여수시 소라면 덕양리 423-1 지역에서 유문암에 대해 751.5 m 깊이로 시추공을 뚫어 암석의 지구과학적 특성을 연구하였다. 시추코어 내에서는 유문암과 응회암이 교대로 나타나며 4개 단층이 확인되었다.

### 안산암
조례동 안산암(Joryedong Andesite) 또는 안산암은 여수시 율촌면 산수리, 월산리, 가장리, 소호동, 화양면 용주리, 서이산(296 m), 화동저수지~이영산(334 m)~고봉산(362 m) 지역에 발달하는 안산암으로 유천층군과 유문암을 관입하고 돌산 화강암에 의해 관입당했다. 광양 지질도폭(1989)에서는 조례동 안산암으로 명명하여 여수시 율촌면 산수리, 월산리, 가장리에 분포하고 순천시 지역으로 이어지며 암녹색을 띠는 치밀견고한 안산암이다. 여수 지질도폭(2015)에서는 암회색의 치밀한 괴상 안산암이며 서이산과 두영산 일대에서는 안산암질 화산력응회암을 포획한다.

### 화강섬록반암
화강섬록반암은 돌산읍 북부 평사리, 무슬목, 천마산(271 m), 대미산(358 m), 둔전리 지역에 분포하며 암회색을 띠고 유천층군을 관입하였으며 돌산 화강암에 관입당했다. 206Pb/238U 가중평균연대는 85.3±1.2 Ma (백악기 후기 산토눔절~코냐크절)이다. 화강섬록반암 내에는 10 cm 이내 크기의 포획체(enclave)가 관찰된다.
여수시 돌산읍 우두리 돌산근린공원 입구
- 북위 34° 42′ 58.0″ 동경 127° 44′ 56.0″ / 북위 34.716111°  동경 127.748889°

## 같이 보기
- 한국의 지질
- 경상 누층군
- 여수시